# Dolmen de Chez Vinaigre
Le dolmen de Chez Vinaigre, appelé aussi dolmen de Bernac, est un dolmen situé au lieu-dit sur la commune de Ronsenac dans le département de la Charente, en France. 

## Description
Le dolmen comprend une chambre trapézoïdale, ouvrant au sud-est, délimitée par trois orthostates et recouverte d'une table de couverture mesurant 4 m de longueur sur 2,50 m de largeur. Les dalles sont en grès. Le tumulus, qui était encore visible au début du XIXe siècle, est désormais pratiquement invisible.
Selon Tremeau de Rochebrune, une fouille menée en 1865, permit d'y recueillir deux pointes de flèche, une hache polie en silex, une hachette polie en jade vert et une amulette en bois de cerf ainsi qu'une hache en cuivre et un marteau à douille en bronze. Selon l'abbé Michon, on n'y recueillit que des fragments de poterie et des ossements humains. 

## Folklore
Selon une légende, le dolmen était la tombe de fées et leurs dépouilles étaient recouvertes de diamants mais la tombe étant régulièrement profanée par des voleurs, Dieu changea les diamants en pierre. Selon une autre tradition, plus classique, le dolmen tourne sur lui-même aux douze coups de cloches de midi.